# تپه سادات
تپه سادات مربوط به دوره ساسانی است و در شهرستان درگز، دو کیلومتری شمال‌غربی روستای سادات واقع شده و این اثر در تاریخ ۲۴ آبان ۱۳۸۵ با شمارهٔ ثبت ۱۶۳۳۳ به‌عنوان یکی از آثار ملی ایران به ثبت رسیده‌است.